# Sandavágur
Sandavágur je město na Faerských ostrovech. Město leží na jižním pobřeží ostrova Vágar a má 804 stálých obyvatel. Město je vzhledem k počtu obyvatel spíše považováno za větší vesnici či městečko a bylo dvakrát vyhlášeno nejlépe udržovanou vesnicí Faerských ostrovů. Název Sandavágur znamená v překladu z faerštiny něco jako písečná zátoka a tím odkazuje k blízkému fjordu. 

## Historie
V roce 1917 byl v okolí města objeven slavný Sandavágurský kámen, který dokazuje, že první osadník oblasti byl jistý Torkil Onundarson z Rogalandu z Norska ve 13. století. Vykopávky v okolí města také objevily ruiny středověkých staveb. 

## Á Steig
Á Steig v Sandaváguru byl sídlem tzv. Lagmana, což je severogermánský ekvivalent jakéhosi vykladače práva či správce oblasti. Tato funkce přetrvala až do roku 1816, kdy se Fareské ostrovy staly součástí Dánska. 

## Slavní rodáci
V Sandaváguru se v roce 1819 narodil zakladatel moderního faerského jazyka Venceslaus Ulricus Hammershaimb a byl právě synem posledního Langmana.

## Sandavágurský kostel
V roce 1917 byl ve městě postaven elegantní kostel s červenou střechou. V kostele je k vidění slavný Sandavágurský kámen. Před kostelem stojí památník obětem námořních bojů  za druhé světové války.

## Průmysl
Ve městě je především rozšířen rybolov a konzervárny rybích produktů. Vyhlášené jsou jikry, tuňáci a lososi.